# Léon Moulé
Pour l’article ayant un titre homophone, voir Moullé.
Léon Théophile Moulé, né le 5 avril 1849 à Vitry-le-François où il est décédé en 1923, est un vétérinaire français.
Diplômé de l'École vétérinaire d'Alfort, helléniste et passionné d'histoire, il publie de nombreux travaux en lien avec l'histoire de la médecine.
Il est nommé chevalier de la Légion d'honneur . Ses insignes lui sont remis le 28 octobre 1923. Il meurt quelque temps après.